# Karl-Heinz Dorner
Karl-Heinz Dorner (* 25. Oktober 1979) ist ein ehemaliger österreichischer Skispringer.

## Werdegang
Dorner begann seine internationale Karriere bei der Junioren-Weltmeisterschaft 1995 im schwedischen Gällivare. Im Teamspringen auf der Normalschanze gewann er gemeinsam mit Werner Schernthaner, Martin Zimmermann und Reinhard Schwarzenberger die Silbermedaille. Kurz darauf startete Dorner erstmals im Skisprung-Continental-Cup. Im Sommer 1995 wurde der damals 15-jährige Dorner vom damaligen ÖSV-Cheftrainer Andreas Felder in die Nationalmannschaft berufen. Kurze Zeit später machte Dorner Schlagzeilen, indem er den Weltcup Sommer Grand Prix in Stams für sich entscheiden konnte. Er gewann vor Hiroya Saito und Kazuyoshi Funaki.  Am 8. Dezember 1995 gab Dorner sein Debüt im Skisprung-Weltcup. In seinem ersten Springen in Villach wurde er am Ende 31. und verpasste so nur um einen Platz die Weltcup-Punkteränge. Zwei Wochen später konnte er in Oberhof mit dem 21. Platz seine ersten Weltcup-Punkte gewinnen. Bei der im Februar darauf stattfindenden Junioren-Weltmeisterschaft 1996 im italienischen Asiago gewann er gemeinsam mit Martin Zimmermann, Markus Eigentler und Michael Kury erneut die Silbermedaille im Teamwettbewerb. Kurz darauf beendete er die Continental-Cup-Saison 1995/96 erstmals auf einem Platz in der Gesamtwertung. So erreichte er mit 86 Punkten den 98. Platz. In der folgenden Saison erreichte er mit insgesamt 225 Punkten am Ende den 44. Platz. Zudem startete er erneut bei der Junioren-Weltmeisterschaft und gewann im kanadischen Canmore im Teamspringen die Bronzemedaille. Im Continental Cup konnte er seine Leistung in der Saison 1997/98 erneut steigern. So belegte er am Ende mit 426 Punkten den 21. Platz in der Gesamtwertung. Auf Grund dieser gute Leistungen gehörte er am 4. Januar 1998 auch zur nationalen Gruppe beim Weltcup-Springen in Innsbruck. Ab Januar 1999 startete er noch einmal für einige Springen im Weltcup, wobei er auf der Großschanze in Harrachov noch einmal zwei Weltcup-Punkte gewann. Am 18. März 2001 bestritt Dorner sein letztes Weltcup-Springen im Rahmen des Skiflug-Weltcups in Planica. Nach der Saison beendete er seine Karriere im Weltcup- wie auch im Continental Cup. 2003 sprang er jedoch noch drei Springen im Rahmen von FIS-Rennen, bevor er seine Karriere endgültig im Alter von nur 24 Jahren beendete.
Heute arbeitet Dorner als Marketing- und Sponsoring Manager bei der Agentur von Harti Weirather, WWP.

## Erfolge

### Weltcup-Platzierungen
| Saison  | Platz | Punkte |
| ------- | ----- | ------ |
| 1995/96 | 81.   | 010    |
| 1998/99 | 99.   | 002    |

### Grand-Prix-Platzierungen
| Saison | Platz | Punkte |
| ------ | ----- | ------ |
| 1995   | 09.   | 833    |